# Deltaspidium
Deltaspidium is een geslacht van hooiwagens uit de familie Gonyleptidae.
De wetenschappelijke naam Deltaspidium is voor het eerst geldig gepubliceerd door Roewer in 1927. 

## Soorten
Deltaspidium is monotypisch en omvat slechts de volgende soort:
- Deltaspidium asper